# Lita & Compagnie
Lita & Compagnie. Komedia w jednym akcie – jednoaktowa komedia Aleksandra Fredry.

## Opis
Dokładna data powstania komedii nie jest znana. Informacja o sztuce pojawia się w planie wydawniczym Fredry z 1861, dlatego zdaniem Stanisława Pigonia komedia mogła powstać w tymże 1861 lub rok wcześniej. Po śmierci Fredry pierwotnie nie była ona przeznaczona przez komitet zajmujący się spuścizną autora do grania, jednak wystawiono ją w Krakowie już 19 października 1878. Drukiem ukazała się w 1880 w tomie VII pośmiertnego wydania dzieł (s. 265–317). Od początku XX w. sztuka miała przynajmniej siedem inscenizacji, w tym spektakl telewizyjny (1977, reż. Grzegorz Mrówczyński), a także dwa słuchowiska w Teatrze Polskiego Radia (1976, reż. Zdzisław Tobiasz oraz 2008, reż. Andrzej Zakrzewski).

## Treść
Na mocy układu dwóch domów handlowych Karol Lita miał ożenić się z Laurą. Jeśli któraś ze stron nie dotrzymałaby układu, to miała zapłacić 30 tys. talarów. Po drodze do Poznania Karol poznał i pokochał Laurę, nie wiedząc kim jest, gdyż Laura nie wyjawiła mu swojego nazwiska, chcąc go sprawdzić. Wynika stąd komiczne zawikłanie, które jednak kończy się szczęśliwie.